# Kënga Magjike 2008
Kënga Magjike 10 var den tionde upplagan av den albanska musiktävlingen Kënga Magjike. Tävlingen hölls mellan den 20 och 22 november 2008 i Pallati i Kongreseve i Albaniens huvudstad Tirana. Tävlingens deltagare presenterades över 9 veckor vid TV-programmet E diela shqiptare på TV Klan. Värdar för programmet var Ardit Gjebrea, Artemisa Ozaj och Anis Brahimi. I finalen stod slutligen Jonida Maliqi som segrare med låten "Njëri nga ata". Tvåa slutade Aleksandër Gjoka med låten "Dashurisë së shkruar" och trea slutade Soni Malaj med låten "Shpirti im binjak". 

## Resultat

### Huvudpriset
Huvudtävlingen vanns av Jonida Maliqi före Aleksandër Gjoka och Soni Malaj.
| Plats | Artist           | Låt                    |
| ----- | ---------------- | ---------------------- |
| 1     | Jonida Maliqi    | "Njëri nga ata"        |
| 2     | Aleksandër Gjoka | "Dashurisë së shkruar" |
| 3     | Soni Malaj       | "Shpirti im binjak"    |

### Övriga priser
| Nr | Pris                    | Artist           | Låt                    |
| -- | ----------------------- | ---------------- | ---------------------- |
| 1  | Çmimi i Publikut        | West Side Family | "Mbi gjithçka"         |
| 2  | Çmimi i Internetit      | Soni Malaj       | "Shpirti im binjak"    |
| 3  | Çmimi Jon Music         | Teuta Kurti      | "Nuk dua të pres"      |
| 4  | Çmimi Tendencë          | Qelbanix         | "Butoni Play"          |
| 5  | Çmimi Magjia e Parë     | Dafina Zeqiri    | "Bateritë"             |
| 6  | Çmimi Best Kantautor    | Mariza Ikonomi   | "Me sytë lart"         |
| 7  | Çmimi Best Melody       | Yllka Kuqi       | "Vetëm nga ti"         |
| 8  | Çmimi i Interpretimit   | Eliza Hoxha      | "Shko"                 |
| 9  | Çmimi Best Vocal        | Hana Cakuli      | "Simbol"               |
| 10 | Çmimi Televiziv         | Bleona Qereti    | "Magnetic"             |
| 11 | Çmimi Fun Tune          | Eneda Tarifa     | "Zëri im"              |
| 12 | Çmimi Kënga Stil        | Kastro Zizo      | "Bashkëshorti ideal"   |
| 13 | Çmimi i Kritikës        | Juliana Pasha    | "1000 arsye"           |
| 14 | Çmimi Kënga Hit         | Pirro Çako       | "Anjushka"             |
| 15 | Çmimi Best Baladë       | Silva Gunbardhi  | "Të doja shumë"        |
| 16 | Çmimi Best Group        | Produkt 28       | "Missi im"             |
| 17 | Çmimi Diskografik       | Aleksandër Gjoka | "Dashurisë së shkurar" |
| 18 | Çmimi Çesk Zadeja       | Rosela Gjylbegu  | "Tjetra"               |
| 19 | Çmimi Best Hip Hop      | Stine & Skillz   | "Ndaloje vrapin"       |
| 20 | Çmimi Prezantimi Skenik | Çiljeta          | "Duty Free"            |